# All in Love Is Fair
All in Love Is Fair est une chanson de l'auteur-compositeur-interprète américain Stevie Wonder, diffusée sur son album Innervisions en 1973.
Le titre ne sort pas en single aux États-Unis mais est repris par plus d'une centaine d'artistes dont Barbra Streisand en 1974, qui atteint le top 10 du Billboard Adult Contemporary. 

## Version de Stevie Wonder

### Contexte
All in Love Is Fair est issu du 16e album studio de Stevie Wonder, Innervisions, sorti le 3 août 1973 chez Tamla Records. Le single n'est pas diffusé aux États-Unis mais Tapecar Records le diffuse au Brésil accompagné de Too High, une autre chanson issue de l'album.
Après la sortie initiale en 1973, Wonder place All in Love Is Fair sur plusieurs de ses albums suivants : on la trouve sur les compilations Motown Baddest Love Jams, Vol. 2: Fire & Desire en 1995, At the Close of a Century et Ballad Collection en 1999, puis en 2005 sur The Complete Stevie Wonder.

### Composition
La chanson est une ballade pop décrivant une relation de couple, avec ses hauts et ses bas. 
Stevie Wonder décrit la chanson comme une ballade américaine typique, qui le distancie de la musique soul qu'on lui associe. Il dit :"Après [Visions et All in Love is Fair], j'estime qu'il n'est plus juste de me considérer comme un artiste soul. Je suis noir, mais la musique n'est que de la musique. Je souhaite inspirer les gens, mais j'aimerais que l'on arrête de me catégoriser". 
La chanson est composée en do dièse mineur. Wonder joue sur un Fender Rhodes, un piano acoustique et une batterie accompagné à la basse électrique par Scott Edwards à la basse électrique. 

### Accueil et critiques
All in Love Is Fair est comparé au travail de Johnny Mathis par Playboy. Lawrence Gabriel, dans MusicHound Rock: The Essential Album Guide, la décrit comme une "classic pop song".
Janine McAdams de Billboard trouve une intensité dramatique dans les paroles et l'auteur Herb Jordan inclut les paroles dans son livre Motown in Love: Lyrics from the Golden Era, dans le chapitre consacré aux "chansons d'amour" ('lessons of love').
Matthew Greenwald de AllMusic considère All in Love Is Fair comme l'une des plus belles compositions de Wonder, celle-ci contenant "l'une des accroches les plus gracieuses et mémorables de l'époque".
James E. Perone estime que "la chanson suit l'exemple des grands standards de la pop américaine", citant la Tin Pan Alley, et "auxquels Wonder rend hommage", ajoutant qu'"il n'y a pas de meilleur exemple de voix pure et autobiographique pour Stevie Wonder".

### Formats
La chanson ne sort pas en single aux États-Unis mais uniquement dans quelques pays en 1974 : Brésil ou Philippines.
En Australie, il accompagne son single He's Misstra Know-It-All en tant que face B.
| 1. | All in Love Is Fair | Stevie Wonder |  |
| 2. | Too High            | Stevie Wonder |  |

| 1. | All in Love Is Fair | Stevie Wonder |  |
| 2. | Living for the City | Stevie Wonder |  |

### Crédits
- Stevie Wonder : chant, piano, Fender Rhodes, batterie
- Scott Edwards : basse électrique

## Version de Barbra Streisand
Singles de Barbra Streisand
The Way We Were
(1973) Guava Jelly (en)
(1974)

### Contexte
La chanteuse américaine Barbra Streisand enregistre une version pour son 15e album The Way We Were (en) en 1974.
Peu de temps après la succès commercial de son single précédent The Way We Were, Columbia Records commence à compiler différentes chansons pour son album à venir. Faute de temps, la plupart des chansons sont récupérées de sessions enregistrées jusqu'à sept ans auparavant. Selon les notes de sa compilation Just for the Record... (en) (1991), seules quatre pistes furent spécialement créées pour l'album : All in Love Is Fair, The Way We Were, Being at War with Each Other, et Something So Right (en).
All in Love Is Fair est enregistrée le 14 décembre 1973, au United Western Recorders (en) à Los Angeles. Diffusée sur son album The Way We Were (en) en janvier 1974, elle sort en single en mars, produit par Tommy LiPuma. Ce titre et son prédécesseur feront l'objet d'une réédition en fin d'année 1974 chez Columbia dans la collection Hall of Fame.
All in Love Is Fair est inclus sur deux compilations de Barbra Streisand : Barbra Streisand's Greatest Hits Volume 2 (en) (1978) et The Essential Barbra Streisand (en) (2002).

### Classements
Le succès commercial est modéré : il entre le 30 mars 1974 au Billboard Hot 100 à la 81e position, en étant la meilleure entrée ('week's Hot Shot Debut'). Le 20 avril, il atteint la 63e position et disparaitra du classement deux semaines plus tard,. Au Canada, il débute à la 99e place le 6 avril 1974, atteignant la 60e le 27 avril. 
| Classement (1974)                         | Meilleure position |
| ----------------------------------------- | ------------------ |
| États-Unis (Billboard Hot 100)            | 63                 |
| États-Unis (Billboard Adult Contemporary) | 10                 |
| Canada (RPM Top Singles)                  | 60                 |

### Formats
| 1. | All in Love is Fair                       | Stevie Wonder | 3:50 |
| 2. | Medley (My Buddy (en)/How About Me? (en)) | Stevie Wonder | 4:09 |

| 1. | All in Love is Fair (stéréo) | Stevie Wonder | 3:50 |
| 2. | All in Love is Fair (mono)   | Stevie Wonder | 3:50 |

| 1. | The Way We Were     | Alan Bergman, Marilyn Bergman, Marvin Hamlisch | 3:29 |
| 2. | All in Love is Fair | Stevie Wonder                                  | 3:50 |

### Accueil et critiques
Billboard décrit son interprétation comme un diamant musical ('musical gem'). 
Dans son ouvrage The Barbra Streisand Scrapbook (2001), Allison J. Waldman apprécie l'appropriation que Streisand s'en est faite.
Record World dit que "la beauté mélodique que Stevie Wonder propose sur son album Innervisions obtient ici sa lecture féminine ultime avec [l'interprétation de Streisand]". 
Matthew Greenwald (AllMusic) aime la "performance de Streisand – et particulièrement son phrasé – [qui] est inoubliable".
Stephen Holden (Rolling Stone) compare son interprétation à celle de Wonder et la décrit comme étant "au moins aussi intéressante que la version originale".

## Autres reprises
Informations issues de SecondHandSong, sauf mention complémentaire.
On dénombre plus de 120 reprises, tant chantées qu'instrumentales, dont :
- Vince Hill (en), sur The Other Side of Me (1973),
- Nancy Wilson interprète la chanson pour son album All in Love Is Fair (en). Jason Ankeny (AllMusic) qualifie cette version de "sensuelle" et déclare qu'elle mériterait sa place chez Motown ou Philadelphia International (1974)[34].
- Hugo Montenegro, sur Hugo in Wonder-Land (1974)
- Junior Walker & the All Stars, sur Jr. Walker & The All Stars (1974)[35]
- Hank Crawford, sur Don't You Worry 'Bout a Thing (1974)
- Cleo Laine, en single, produit par Mike Berniker (en)[36], puis sur A Beautiful Thing (1974),
- Billy Eckstine, sur If She Walked Into My Life (1974),
- Rob Franken (nl) sur I'm Gonna Love You (1975),
- Sergio Mendes, sur Sergio Mendes (en) (1975),
- Jimmy Helms (en), sur Songs I Sing (1975),
- Shirley Bassey, sur Good, Bad but Beautiful (en) (1975),
- Dionne Warwick l'interprète en live, version qui sera diffusée en 2018 sur son DVD Dionne Warwick: Live in Cabaret July 18th 1975.
- Brook Benton sur This Is Brook Benton (1976),
- David Alexander (en) sur All in Love Is Fair (1977),
- Earl Coleman (en) sur A Song for You (1978),
- Mel Tormé sur Tormé: A New Album (en) (1980),
- Cal Tjader et Carmen McRae, sur Heat Wave (1982),
- Marian McPartland, sur Willow Creek and Other Ballads (1985),
- Ten Sharp, sur le single Ain't My Beating Heart (1992),
- Le groupe vocal Barrio Boyzz sur How We Roll (1995),
- Jennifer Rush, sur Credo (en) (1997),
- Slide Hampton and The World of Trombones sur Spirit of the Horn (2003),
- Marc Anthony, sur Conception - An Interpretation of Stevie Wonder's Songs (2003)
- Michael McDonald, sur Motown (en) (2003),
- Jimmy Webb, sur Slipcover (2019).

### Adaptations en langue étrangère
| Année | Langue    | Titre                | Adaptation           | Interprète(s)                       |
| ----- | --------- | -------------------- | -------------------- | ----------------------------------- |
| 1979  | Catalan   | L'amor tot s'ho val  | Quico Pi de la Serra | Maria del Mar                       |
| 1976  | Finnois   | Nyt kaikki sallitaan | Chrisse Johansson    | Kirka (en) & The Islanders, Cascade |
| 1975  | Français  | Les matins bleus     | Henri Dijan          | Mireille Mathieu                    |
| 2006  | Italien   | Se l'amore c'è       | Romano Musumarra     | Vittorio Grigolo                    |
| 1976  | Norvégien | Kjærleik er eit spel | Hartvig Kiran        | Åse Kleveland                       |
| 1977  | Tagalog   | Sa Aking Kandungan   | Willy Cruz           | Hajji Alejandro                     |